# باشگاه فوتبال فورتونا بابلسبرگ
باشگاه فوتبال فورتونا بابلسبرگ (آلمانی: Fortuna Babelsberg) باشگاه فوتبالی است که در شهر پوتسدام در ایالت براندنبورگ قرار گرفته و در سال ۱۹۰۵ تاسیس شده است.